# سیریل کاسسی
سیریل کاسسی (انگلیسی: Cyril Cassese؛ زادهٔ ۱۰ دسامبر ۱۹۷۲) بازیکن فوتبال سابق اهل فرانسه است که در پست مهاجم بازی می‌کرد.
از باشگاه‌هایی که در آن بازی کرده‌است می‌توان به باشگاه فوتبال استاد رنس و باشگاه فوتبال گنگام اشاره کرد.